# Gilberto Kassab
Gilberto Kassab GOMM • GOMA (São Paulo, 12 de agosto de 1960) é um economista, engenheiro civil, empresário, corretor de imóveis e político brasileiro filiado ao Partido Social Democrático (PSD). Foi ministro da Ciência, Tecnologia, Inovações e Comunicações na gestão do presidente Michel Temer. Atualmente é secretário de Governo e Relações Institucionais do Estado de São Paulo, nomeado pelo governador Tarcísio de Freitas. É considerado um dos maiores nomes e um dos expoentes máximos do bloco político conhecido como Centrão.
Foi prefeito da cidade de São Paulo por duas vezes entre 2006 e 2012: a primeira vez assumiu como prefeito após a renúncia do titular José Serra (1º de janeiro de 2005 - 31 de março de 2006) para se candidatar ao governo do Estado de São Paulo, e a segunda vez, em 2009, após ter sido reeleito em 2° turno nas eleições de 2008.
Foi secretário da Casa Civil do Estado de São Paulo, durante o governo de João Doria, tendo pedido afastamento para defender-se de acusações de corrupção política, nepotismo e tráfico de influência.

## Biografia
Gilberto Kassab é o quinto de sete filhos do médico Pedro Salomão José Kassab, de origem libanesa, e da professora Yacy Palermo, de origem italiana. Seu pai é de origem libanesa e um dos tios-bisavôs de Kassab, Nimatullah Kassab Al-Hardini, é um santo da Igreja Maronita, vertente da Igreja Católica no Líbano. Natural do bairro de Pinheiros, em São Paulo, estudou no colégio tradicional paulistano Liceu Pasteur, onde seu pai atuou como diretor até morrer, em 2009. Graduou-se em Engenharia Civil pela Escola Politécnica da Universidade de São Paulo (Poli-USP) e em Economia pela Faculdade de Economia e Administração da Universidade de Sao Paulo (FEA-USP). Também cursou Introdução à Ciência Política pela Universidade de Brasília (UnB) em 1980, Introdução ao Comércio Exterior e Importação em 1985 e Curso Básico de Exportação em 1995 pela Fundação Centro de Estudos de Comércio Exterior (Funcex) em São Paulo, SP, e ainda se formou em TTI (Técnico em Transações Imobiliárias) e adicionou a seu currículo a profissão de corretor de imóveis.
Kassab iniciou sua vida política aos 25 anos participando do Fórum de Jovens Empreendedores da Associação Comercial de São Paulo (FJE-ACSP), criado em 1984 pelo empresário e presidente da Associação Comercial de São Paulo Guilherme Afif Domingos. Participou também da Federação das Associações Comerciais de São Paulo, do Sindicato da Habitação (Secovi) e do Conselho Regional de Corretores de Imóveis (Creci).
Em 1989, Kassab participou da campanha presidencial de Afif e em 1992 foi eleito vereador pelo extinto PL, partido de Afif na época.
Filiou-se ao PFL (mais tarde renomeado para DEM) em 1995, alcançando a vice-presidência do partido no estado de São Paulo em 1996 e a presidência em 2007, também é presidente do DEM na capital paulista.
Foi Presidente da Comissão de Minas e Energia da Câmara dos Deputados em 1999.
Entre 1997 e 2000 foi secretário de Planejamento do governo do ex-prefeito de São Paulo Celso Pitta, sendo responsável pela elaboração do Plano Diretor da cidade.  
Em 2004 foi eleito vice-prefeito de São Paulo na chapa de José Serra. Em 31 de março de 2006, após a renúncia de José Serra para se candidatar ao governo do estado de São Paulo nas eleições de outubro daquele ano, Kassab se tornou prefeito de São Paulo. Nas eleições de 2008, Kassab foi eleito para um novo mandato à frente da Prefeitura.
Em março de 2011, Kassab funda, junto com dissidentes de diversas siglas como o DEM, o PSDB e o PPS, o Partido Social Democrático (PSD), cuja legalização dar-se-ia no dia 27 de setembro do mesmo ano. Kassab é o presidente nacional da sigla.

## Carreira política

### Deputado Federal (1999-2005)
Eleito em duas legislaturas, primeiro em 1999-2003, com 92.866 votos e novamente 2003-2007, com 107.811 votos, renunciando em 1.º de janeiro de 2005 para assumir o mandato de vice-prefeito em São Paulo.
Foi presidente da Comissão de Ciência e Tecnologia, Comunicação e Informática, que durante seu mandado criou projeto de inovação tecnológica, anunciado junto com a Lei de Informática pelo presidente Luiz Inácio Lula da Silva, para melhorar a competitividade das empresas no ramo da inovação.
Foi Kassab quem representou a Câmara dos Deputados do Brasil na audiência que autorizou a ida de Marcos César Pontes ao espaço depois de concluído o seu treinamento.

### Vice-prefeito de São Paulo (2005-2006)
Em 2004 concorreu ao cargo de Vice-prefeito de São Paulo na chapa encabeçada pelo então ex-Senador José Serra (PSDB) pela coligação Ética e Trabalho, composta pelo PSDB de Serra, pelo PFL (partido no qual era filiado) e pelo PPS. Serra e Kassab tiveram como principal oponente a então prefeita em exercício Marta Suplicy, candidata à reeleição pelo PT. Conseguiram a vitória em segundo turno com 3.330.179 votos, que representaram 54,86% do eleitorado total.
Kassab tomou posse no cargo de vice-prefeito no dia 1.º de janeiro de 2005 na Câmara Municipal de São Paulo, exerceu o cargo até 31 de março de 2006, quando assumiu a titularidade da prefeitura em função da renúncia de José Serra, para concorrer ao cargo de governador em 2006.

### Prefeito de São Paulo (2006-2012)

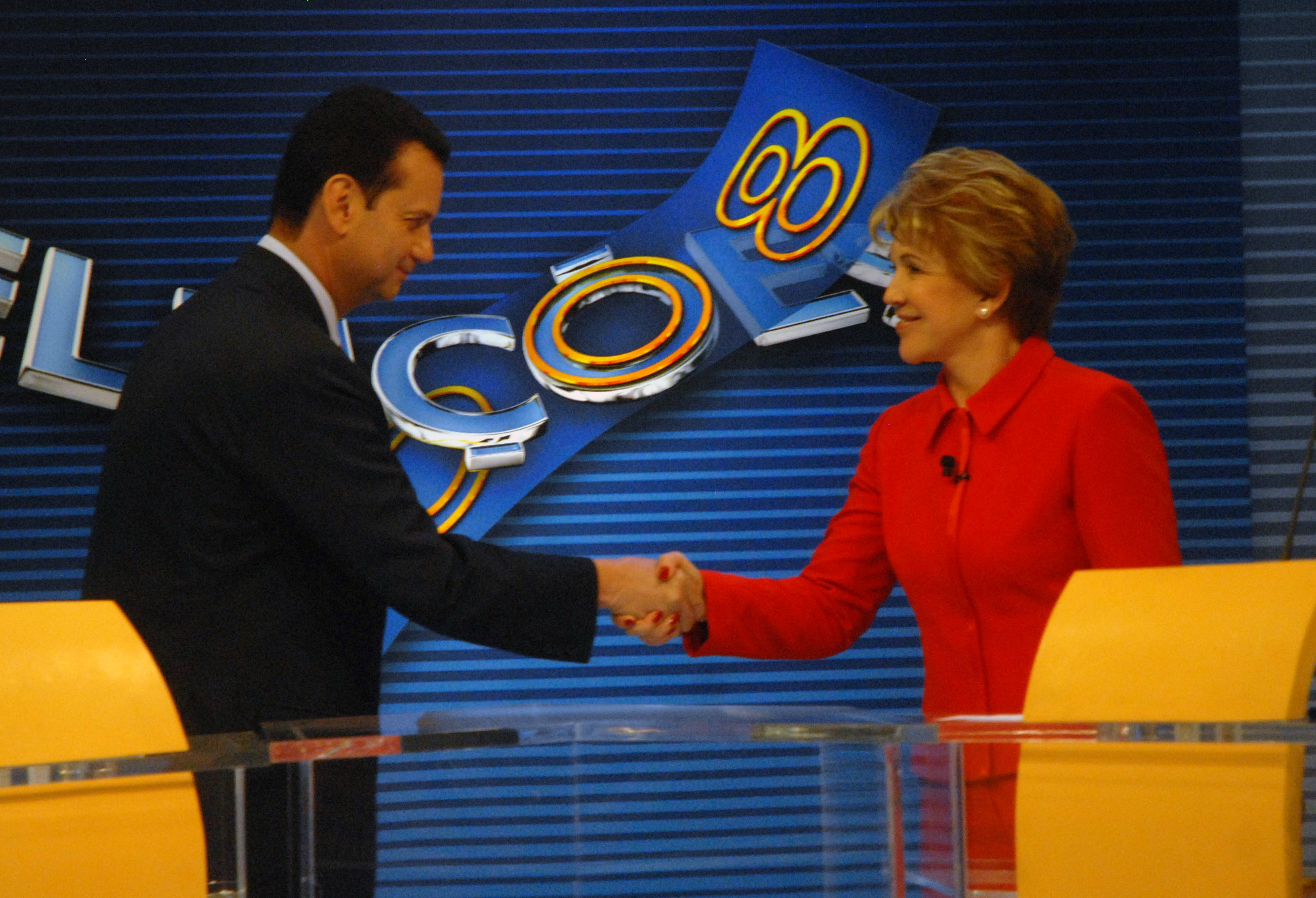
Kassab, com Marta Suplicy nos estúdios da TV Globo São Paulo.

A administração de Kassab à frente da prefeitura de São Paulo obteve seus melhores índices de aprovação em 2008, quando atingiu a casa dos 61% de ótimo/bom segundo pesquisa Datafolha. Porém no ano anterior (2007), apenas 23% paulistanos consideram ótima ou boa a administração da prefeitura, segundo a pesquisa IBOPE.
Pesquisa do IBOPE, publicada em janeiro de 2010, mês em que a cidade de São Paulo foi castigada por fortes enchentes, apontou uma queda de sua popularidade: a "aprovação da gestão do prefeito Gilberto Kassab (DEM) teve forte queda no último ano. Dados da pesquisa Ibope apontam redução de 46% para 28% entre as pessoas que a consideram ótima/boa. Por outro lado, os que a avaliam ruim/péssima mais que dobraram, passando de 12% para 26%".

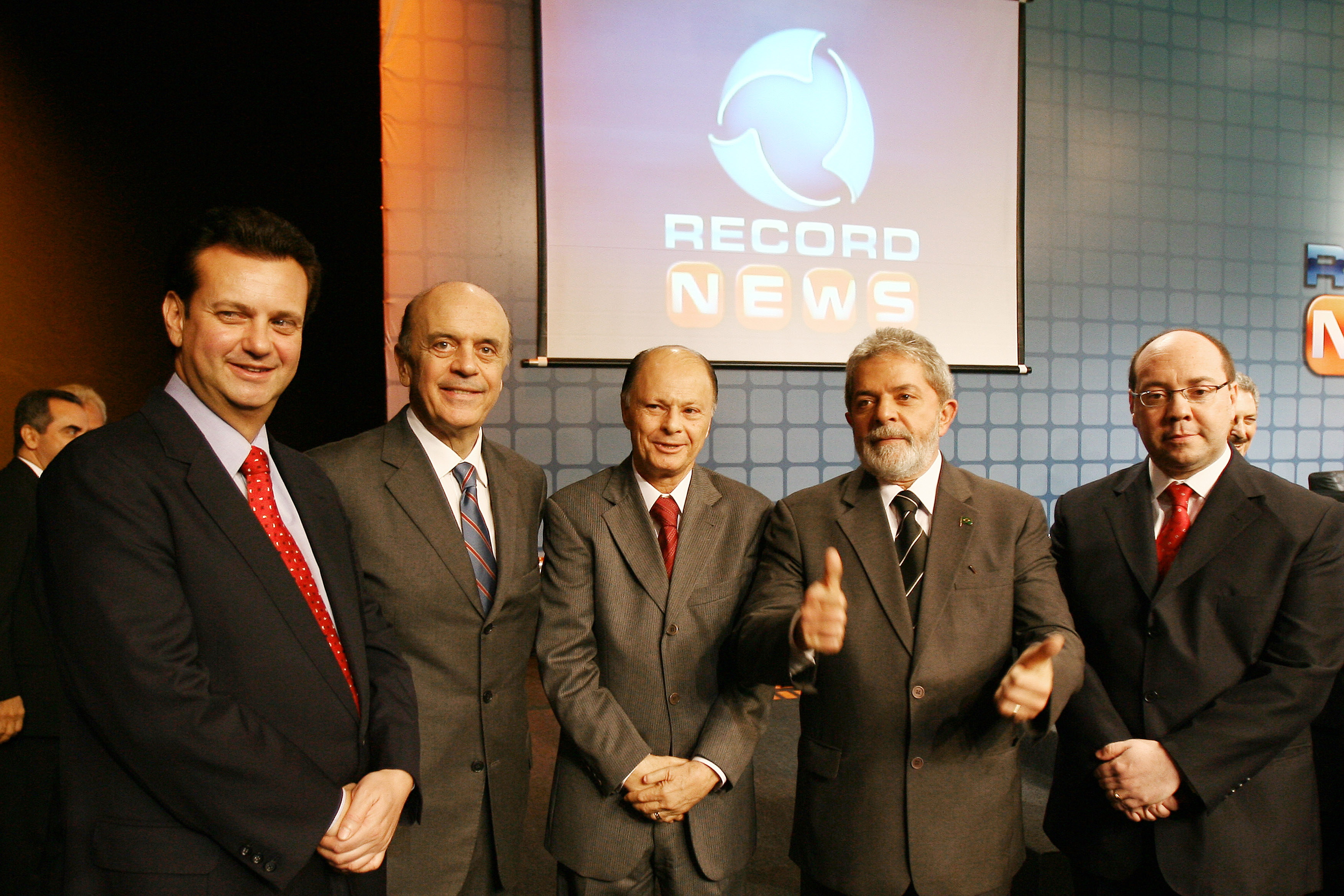
Presidente Lula participa da inauguração da Record News, acompanhado do prefeito de São Paulo, Gilberto Kassab, do governador de São Paulo, José Serra, do proprietário da TV Record, Edir Macedo, e do presidente da TV Record, Alexandre Raposo (à direita).

Disputou a reeleição para o cargo de prefeito de São Paulo, tendo sido o mais votado no primeiro turno. No segundo turno realizado em 26 de outubro de 2008, derrotou, com 61% dos votos válidos, a candidata do PT, Marta Suplicy.
Em outubro de 2011, foi eleito o primeiro presidente do Conselho de Desenvolvimento da Região Metropolitana de São Paulo, comitê criado naquele ano e que reúne os 39 municípios da Grande São Paulo.
Em 31 de dezembro de 2012, término de seu mandato, completou 6 anos e 8 meses à frente da prefeitura, sendo o terceiro prefeito no período republicano com o maior tempo de governo, somente superado por Francisco Prestes Maia (7 anos e 6 meses, no primeiro mandato entre 1938 e 1945, e 4 anos, no segundo mandato entre 1961 e 1965, em um total de 11 anos e 6 meses) e Antônio da Silva Prado (12 anos, entre 1899 e 1911). Kassab foi o primeiro prefeito de São Paulo a ser reeleito para um segundo mandato consecutivo.

### Ministério das Cidades
Foi candidato ao Senado por São Paulo nas eleições de 2014, ficando em terceiro lugar, com 5,89%.
Em dezembro de 2014 foi anunciado oficialmente Ministro das Cidades para o segundo mandato do Governo Dilma Rousseff. O decreto de nomeação para o Ministério das Cidades foi publicado no Diário Oficial da União em 2 de janeiro de 2015.
Em 14 de abril de 2016, Kassab decidiu deixar o governo Dilma e entregar o cargo em 18 de abril de 2016, independente de qual fosse o resultado da votação do impeachment de Dilma Rousseff que ocorreria no dia anterior, 17 de abril. Em 15 de abril de 2016, ao perceber a iminência do impeachment de Dilma Rousseff, Kassab decidiu antecipar sua saída que seria em 18 de abril e entregou carta de demissão. Este movimento foi visto como estratégico, visto que ele já tinha acertado com Michel Temer uma posição para o futuro governo.

### Ministério da Ciência, Tecnologia, Inovações e Comunicações
Em 12 de maio de 2016, após o afastamento da presidente Dilma, no qual Michel Temer assumiu, Kassab foi nomeado ministro da Ciência, Tecnologia, Inovações e Comunicações.
Em novembro de 2018, após a vitória de Jair Bolsonaro na eleição presidencial de 2018, Kassab decidiu nomear o general Juarez Aparecido de Paula Cunha para o cargo de presidente dos Correios, antes ocupado por Carlos Forner. Segundo Kassab a mudança foi feita para facilitar a transição do novo governo, e não para almejar um posto no novo governo, visto que seu partido, o PSD, não integrará a base de apoio do governo de Bolsonaro.

### Governo de São Paulo
Em janeiro de 2019, foi nomeado secretário da Casa Civil do governo João Dória, no entanto pediu licença do cargo antes do início do governo, após ser alvo de investigações. Em dezembro de 2020, Kassab deixou o governo.
Em 2022, o PSD manteve-se neutro na disputa presidencial.
Em janeiro de 2023, Kassab tornou-se secretário estadual de Governo e Relações Institucionais da gestão de Tarcísio de Freitas.
Nas eleições municipais de 2024, o PSD foi o partido que elegeu o maior número de prefeituras. A sigla mantém relações com diferentes governos, no plano federal e estadual.

## Controvérsias

### Denúncias por improbidade administrativa
Kassab foi acusado de irregularidades sobre a origem de seu patrimônio, que aumentou 316% acima da inflação (de R$ 102 mil para R$ 985 mil), de 1994 a 1998, período em que exerceu os cargos de deputado estadual e secretário de planejamento do ex-prefeito de São Paulo, Celso Pitta. Já o patrimônio declarado no ano de 2008 era de R$ 5 107 628,31.
Em 2004, a juíza Maria Gabriella Sacchi, da 11ª Vara da Fazenda Pública, determinou a quebra dos sigilos bancários do então candidato a vice-prefeito na chapa de José Serra (PSDB), sob a acusação de enriquecimento ilícito. Kassab afirmava estar tranquilo sobre as investigações, pois tal fato era atribuído ao "sucesso de suas atividades empresariais". Dois dias depois, um desembargador derrubou a decisão da juíza, indeferindo a quebra de sigilo. Em 2005, o Conselho Superior do Ministério Público de São Paulo confirmou arquivamento do inquérito de enriquecimento ilícito contra o vice-prefeito.

### Suspeitas de financiamento ilegal
Em 20 de fevereiro de 2010, o juiz da 1ª zona eleitoral de São Paulo, Aloísio Sérgio Resende Silveira, cassou os mandatos de Kassab e da vice-prefeita de São Paulo Alda Marco Antonio por entender como ilegais as doações feitas pela Associação Imobiliária Brasileira (AIB), construtoras e Banco Itaú, mas, no dia seguinte, garantiu a permanência do prefeito de São Paulo até o julgamento final do processo de cassação de seu mandato. As doações ilegais somariam dez milhões de reais. As empreiteiras patrocinadoras teriam recebido 243 milhões de reais em contratos já pagos pela prefeitura desde 2009.
Se mantidas as cassações e ultrapassadas todas as etapas de recursos, quem poderia assumir a Prefeitura de São Paulo seria o então presidente da Câmara, Antonio Carlos Rodrigues, que também enfrentava processo por improbidade administrativa. Se Rodrigues também tivesse o mandato cassado, pela Lei Orgânica Municipal, quem poderia assumir o Executivo seria o vice-presidente, o vereador Dalton Silvano, que também teve o seu mandato cassado e estava recorrendo da decisão. Por isso, o cargo poderia ficar com o segundo vice-presidente da Câmara, Celso Jatene.
Em 25 de maio de 2010, o Tribunal Regional Eleitoral de São Paulo derrubou a cassação de Kassab e da vice Alda Marco Antônio, pois, segundo interpretação dos juízes do tribunal, não houve irregularidade nas doações, já que, por falta de provas, não foi possível estabelecer uma relação entre a Associação Imobiliária Brasileira e o sindicato do setor imobiliário.

### Contratação irregular da Controlar
Em janeiro de 2014, a justiça absolveu Kassab pela contratação irregular da empresa Controlar, empresa responsável pela inspeção veicular da cidade de São Paulo. A decisão foi dada pelo juiz Luiz Raphael Nardy Lencioni Valdez, da 7ª Vara Criminal da Capital. A contratação da Controlar ocorreu em 2007 após uma licitação realizada na gestão do ex-prefeito Paulo Maluf, em 1996. Kassab era suspeito de ter reativado um contrato já caduco e provocado um prejuízo de R$ 1 bilhão aos cofres públicos do Município.

## Desempenho eleitoral
| Ano  | Eleição                | Cargo            | Partido                                 | Partido                                               | Coligação                                          | Titular/Vice/Suplentes                                                         | Votos para Kassab | Votos para Kassab | Votos para Kassab | Votos para Kassab | Resultado  | Ref    |
| Ano  | Eleição                | Cargo            | Partido                                 | Partido                                               | Coligação                                          | Titular/Vice/Suplentes                                                         | T.                | Total             | %                 | P.                | Resultado  | Ref    |
| ---- | ---------------------- | ---------------- | --------------------------------------- | ----------------------------------------------------- | -------------------------------------------------- | ------------------------------------------------------------------------------ | ----------------- | ----------------- | ----------------- | ----------------- | ---------- | ------ |
| 1992 | Municipal de São Paulo | Vereador         |                                         | PL                                                    | Boa Sorte São Paulo (PDS, PTB, PL)                 |                                                                                | 1.º               | 13.411            | 0,25%             | 37.º              | Eleito     | [ 16 ] |
| 1998 | Estadual de São Paulo  | Deputado Federal |                                         | PFL                                                   | PSDB, PFL, PSD                                     | 1.º                                                                            | 92.866            | 0,59%             | 37.º              | Eleito            | [ 46 ]     |        |
| 2002 | Estadual de São Paulo  | Deputado Federal | São Paulo em Boas Mãos (PSDB, PFL, PSD) | PFL                                                   | 1.º                                                | 234.509                                                                        | 1,19%             | 9.º               | Eleito            | [ 16 ]            |            |        |
| 2004 | Municipal de São Paulo | Vice-prefeito    | Ética e Trabalho (PSDB, PFL, PPS)       | PFL                                                   | Titular: José Serra (PSDB)                         | 1.º                                                                            | 2.686.396         | 43,56%            | 1.º               | Segundo Turno     | [ 47 ]     |        |
| 2004 | Municipal de São Paulo | Vice-prefeito    | Ética e Trabalho (PSDB, PFL, PPS)       | PFL                                                   | Titular: José Serra (PSDB)                         | 2.º                                                                            | 3.330.179         | 54,86%            | 1.º               | Eleito            | [ 48 ]     |        |
| 2008 | Municipal de São Paulo | Prefeito         | DEM                                     | São Paulo no Rumo Certo (DEM, PMDB, PR, PRP, PV, PSC) | Vice: Alda Maro Antônio (PMDB)                     | 1.º                                                                            | 2.140.423         | 33,61%            | 1.º               | Segundo Turno     | [ 49 ]     |        |
| 2008 | Municipal de São Paulo | Prefeito         | DEM                                     | São Paulo no Rumo Certo (DEM, PMDB, PR, PRP, PV, PSC) | Vice: Alda Maro Antônio (PMDB)                     | 2.º                                                                            | 3.790.558         | 60,72%            | 1.º               | Eleito            | [ 50 ]     |        |
| 2014 | Estadual de São Paulo  | Senador          |                                         | PSD                                                   | São Paulo Quer o Melhor (PMDB, PDT, PSD, PP, PROS) | 1.ª Suplente: Alda Marco Antônio (PSD) 2.º Suplente: Alfredo Cotait Neto (PSD) | 1.º               | 1.128.582         | 5,29%             | 3.º               | Não Eleito | [ 51 ] |